# R.M.O. (equip ciclista)
L'equip R.M.O. va ser un equip ciclista francès que competí professionalment entre el 1986 i 1992. R.M.O. fa referència a l'empresa de treball temporal que feia el patrocini (Relation Main d'Oeuvre).

## Principals resultats
- GP Ouest France-Plouay: Jean-Claude Colotti (1989), Ronan Pensec (1992)
- Campionat de Zuric: Charly Mottet (1990)
- París-Roubaix: Marc Madiot (1991)

### A les grans voltes
- Volta a Espanya
  - 2 participacions (1989, 1991)
  - 0 victòries d'etapa:

- Tour de França
  - 7 participacions (1986, 1987, 1988, 1989, 1990, 1991, 1992)
  - 6 victòries d'etapa:
    - 2 el 1990: Thierry Claveyrolat, Charly Mottet
    - 4 el 1991: Mauro Ribeiro, Charly Mottet (2), Thierry Claveyrolat

  - 1 classificació secundària:
    - Gran Premi de la muntanya: Thierry Claveyrolat (1990)

- Giro d'Itàlia
  - 1 participacions (1990)
  - 1 victòria d'etapa:
    - 1 el 1990: Charly Mottet